# トニー・オコナー
トニー・オコナー（Tony O'connor, 1961年3月15日 - 2010年5月23日）は、オーストラリアのアーティスト。リラクゼーションミュージックの作曲・演奏を行っていた。
1987年、デビューアルバム『Journey』をリリース。それ以降、川の音や鳥のさえずりなど自然の音をバックに、弦楽器やピアノを中心としたメロディをブレンドした曲のアルバムを多数出している。その数々の曲は、世界中の病院やヒーリングセンター等で高い支持を得ている。オーストラリアで、ゴールドアルバムやプラチナアルバムなどの賞を受賞した。
2010年5月23日、神経膠芽腫 (glioblastoma multiforme) のため、自宅で死去。

## 主なアルバム
トリプルプラチナアルバム
- Rainforest Majic（レインフォレストの神秘）
- Mariner（マリナー）

プラチナアルバム
- Uluru（ウルル）
- Wilderness（ウィルダネス）
- In Touch（インタッチ）
- Dreams and Discoveries（ドリーム&ディスカバリー）

ゴールドアルバム
- Love Song（ラブソング）

## リンク
- 公式サイト（英語）